# Enrico Bertone
Enrico Bertone (24 de septiembre de 1958) es un piloto de rally italiano que ha sido Campeón de Europa de Rally en 1995 y 1999. También ha competido en el Campeonato del Mundo y en el Campeonato de Italia. En 1994 ganó el Rally de España que ese año era puntuable para la Copa Mundial de Rally 2 Litros.

## Trayectoria

### Campeonato Mundial de Rally
| Año  | Equipo  | Automóvil                 | 1      | Posic. | Puntos |
| ---- | ------- | ------------------------- | ------ | ------ | ------ |
| 1992 | Privado | Lancia Delta HF Integrale | GBR 34 | -      | 0      |

### Copa Mundial de Rally 2 Litros
| Año  | Equipo  | Automóvil               | 1     | Posic. | Puntos |
| ---- | ------- | ----------------------- | ----- | ------ | ------ |
| 1994 | Privado | Toyota Celica Turbo 4WD | ESP 1 | -      | 0      |

### Campeonato de Europa de Rally
| Año  | Equipo                    | Automóvil                  | 1       | 2       | 3       | 4       | 5       | 6       | 7       | 8       | 9     | 10    | 11    | Posic. | Puntos |
| ---- | ------------------------- | -------------------------- | ------- | ------- | ------- | ------- | ------- | ------- | ------- | ------- | ----- | ----- | ----- | ------ | ------ |
| 1990 | H.F. Grifone              | Lancia Delta Integrale 16V | ESP 2   |         |         |         |         |         |         |         |       |       |       | -      | 0      |
| 1991 | H.F. Grifone              | Lancia Delta Integrale 16V | BUL 3   | POL 4   | GRE 5   |         |         |         |         |         |       |       |       | -      | 0      |
| 1992 |                           | Lancia Delta Integrale 16V | LAN 3   | GRE 2   |         |         |         |         |         |         |       |       |       | -      | 0      |
| 1993 |                           | Lancia Delta HF Integrale  | ESP 2   | BUL Ret | SAN 4   | SEM 4   |         |         |         |         |       |       |       | -      | 0      |
| 1995 |                           | Toyota Celica Turbo 4WD    | ESP 6   | BUL 1   | POL 1   | YPR Ret | GER 1   | ESP 2   |         |         |       |       |       | 1º     |        |
| 1996 | Czech National Team       | Ford Escort RS Cosworth    | ESP 3   | PIA 2   | BUL 1   | POL Ret | YPR Ret |         |         |         |       |       |       | -      | 0      |
| 1996 |                           | Renault Mégane Maxi        |         |         |         |         |         | POR 7   |         |         |       |       |       | -      | 0      |
| 1996 |                           | Lancia Delta HF Integrale  |         |         |         |         |         |         | GRE Ret |         |       |       |       | -      | 0      |
| 1997 | Styllex Tuning Motorsport | Toyota Celica Turbo 4WD    | BAR 1   |         |         |         |         |         |         |         |       |       |       | -      | 0      |
| 1998 | Styllex Motorsport        | Toyota Celica GT-Four      | VSZ 3   | CRO 1   | POL Ret | YPR 6   | BAR 1   | VAR Ret |         |         |       |       |       | -      | 0      |
| 1999 | AK Czech Pro Motorsports  | Renault Mégane Maxi        | ESP 5   | PIA Ret | BUL 1   | CRO 1   | YPR 8   | GER 4   | POR 6   | BAR Ret | GRE 5 | CYP 7 | ANT 2 | 1º     |        |
| 2000 |                           | Citroën ZX Kit Car         | ESP 5   |         |         |         |         |         |         |         |       |       |       | -      | 0      |
| 2000 | Jolly Club                | Ford Escort WRC            |         | CRO 4   | YPR Ret | POR 8   |         |         |         |         |       |       |       | -      | 0      |
| 2000 | Jolly Club                | Ford Focus WRC             |         |         |         |         | BAR 2   |         |         |         |       |       |       | -      | 0      |
| 2001 | Procom Motorsports        | Peugeot 306 Maxi           | ESP 7   | BUL 3   | YPR Ret | POR 10  |         |         |         |         |       |       |       | -      | 0      |
| 2002 | Jolly Club                | Ford Focus WRC             | MIL Ret | ESP 8   |         |         |         |         |         |         |       |       |       | -      | 0      |
| 2002 |                           | Toyota Corolla WRC         |         |         | POR Ret |         |         |         |         |         |       |       |       | -      | 0      |